# Pennes-le-Sec
Pennes-le-Sec est une commune française située dans le département de la Drôme, en région Auvergne-Rhône-Alpes.

## Géographie

### Localisation
Rattachée à la communauté de communes du Diois, la commune de Pennes-le-Sec est située à 18 km à l'ouest de Luc-en-Diois (chef-lieu du canton) et à 24 km au sud de Die.

### Relief et géologie
Le relief est notamment marqué par le col de Pennes.

### Hydrographie
Le territoire de la commune est longé par le cours de la Roanne dans sa partie occidentale.

### Climat
Pour des articles plus généraux, voir Climat d'Auvergne-Rhône-Alpes et Climat de la Drôme.
En 2010, le climat de la commune est de type climat méditerranéen altéré, selon une étude du Centre national de la recherche scientifique s'appuyant sur une série de données couvrant la période 1971-2000. En 2020, Météo-France publie une typologie des climats de la France métropolitaine dans laquelle la commune est exposée à un climat de montagne ou de marges de montagne et est dans la région climatique  Alpes du sud, caractérisée par une pluviométrie annuelle de 850 à 1 000 mm, minimale en été. 
Pour la période 1971-2000, la température annuelle moyenne est de 10,6 °C, avec une amplitude thermique annuelle de 16,9 °C. Le cumul annuel moyen de précipitations est de 1 021 mm, avec 8,7 jours de précipitations en janvier et 5,3 jours en juillet. Pour la période 1991-2020, la température moyenne annuelle observée sur la station météorologique de Météo-France la plus proche, « Saint-Nazaire-le-Désert », sur la commune de Saint-Nazaire-le-Désert à 8 km à vol d'oiseau, est de 10,5 °C et le cumul annuel moyen de précipitations est de 1 011,8 mm,. Pour l'avenir, les paramètres climatiques de la commune estimés pour 2050 selon différents scénarios d'émission de gaz à effet de serre sont consultables sur un site dédié publié par Météo-France en novembre 2022.

### Voies de communication et transports
Le territoire communal est longé par la route départemental 135 (RD135) qui suit le cours de la Roanne et la route départementale 595a (RD595a) permet de relier le bourg central depuis la vallée.

## Urbanisme

### Typologie
Au 1er janvier 2024, Pennes-le-Sec est catégorisée commune rurale à habitat très dispersé, selon la nouvelle grille communale de densité à 7 niveaux définie par l'Insee en 2022.
Elle est située hors unité urbaine et hors attraction des villes,.

### Occupation des sols
L'occupation des sols de la commune, telle qu'elle ressort de la base de données européenne d’occupation biophysique des sols Corine Land Cover (CLC), est marquée par l'importance des forêts et milieux semi-naturels (93 % en 2018), en diminution par rapport à 1990 (100 %). La répartition détaillée en 2018 est la suivante : 
forêts (66,9 %), milieux à végétation arbustive et/ou herbacée (25,6 %), prairies (7 %), espaces ouverts, sans ou avec peu de végétation (0,6 %). L'évolution de l’occupation des sols de la commune et de ses infrastructures peut être observée sur les différentes représentations cartographiques du territoire : la carte de Cassini (XVIIIe siècle), la carte d'état-major (1820-1866) et les cartes ou photos aériennes de l'IGN pour la période actuelle (1950 à aujourd'hui).

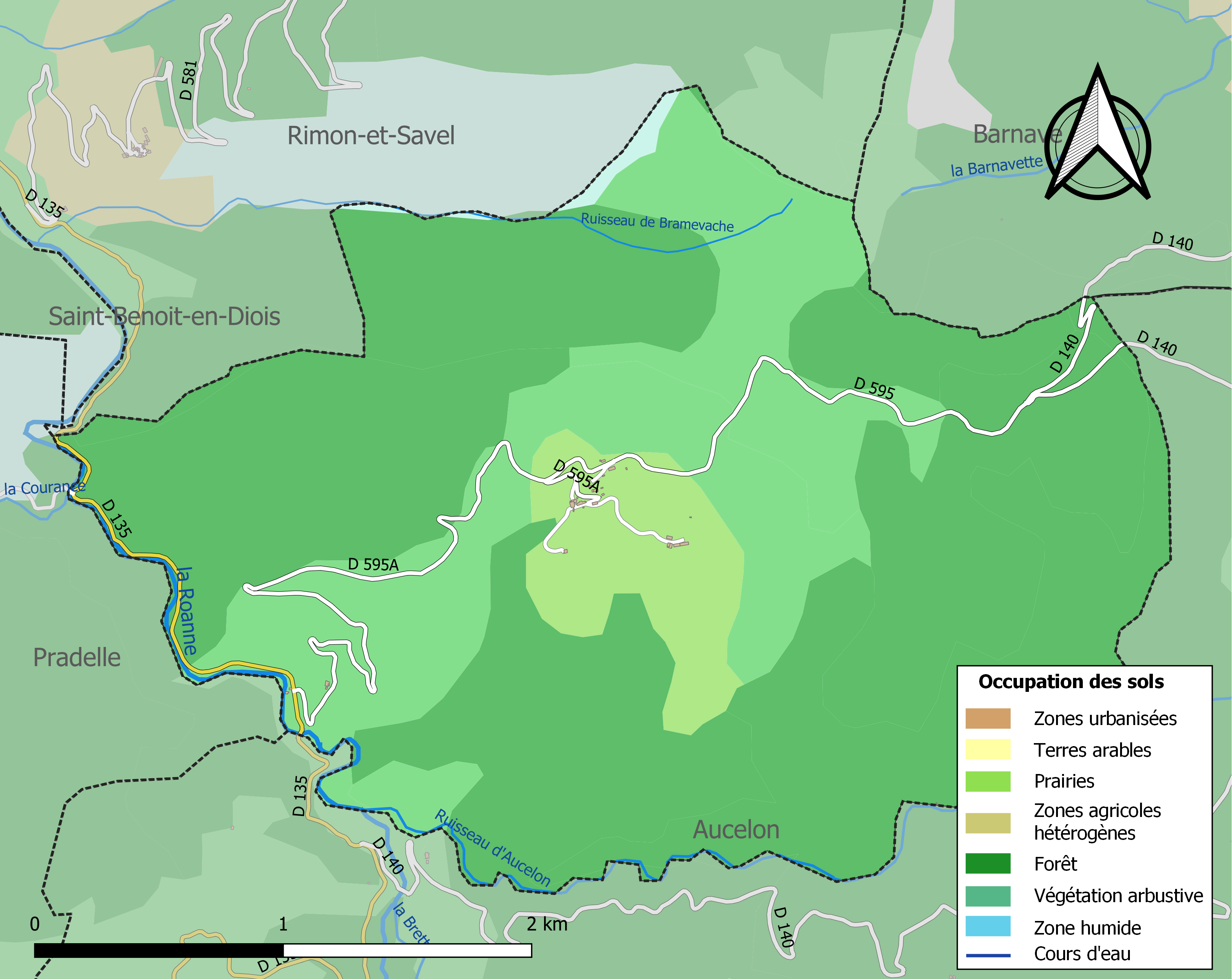
Carte des infrastructures et de l'occupation des sols de la commune en 2018 (CLC).

### Morphologie urbaine
Ce village reconstruit de la Drôme provençale, haut perché, situé à 792 mètres d'altitude, est la seule commune de France à n'appartenir en totalité qu'à un seul propriétaire foncier : 931 hectares (cf. cadastre).

## Toponymie

### Attestations
Dictionnaire topographique du département de la Drôme :
- XIVe siècle : mention de la paroisse : Capella de Pennis (pouillé de Die) ;
- 1574 : Peynes (Mém. des frères Gay) ;
- 1790 : Pennes sur Barnave (état du clergé) ;
- 1891 : Pennes, commune du canton de Luc-en-Diois.

(non daté)[réf. nécessaire] : Pennes-le-Sec.

## Histoire

### Du Moyen Âge à la Révolution
La seigneurie :
- au point de vue féodal, Pennes était une terre du fief des évêques de Die ;
- 1450 : possession des Jony ;
- la terre passe (par mariage) aux Lers ;
- 1666 : vendue aux (du) Vivier (ou Duvivier), derniers seigneurs.

Avant 1790, Pennes était une communauté de l'élection de Montélimar, de la sénéchaussée de Crest et du bailliage de Die, formant une paroisse du diocèse de Die, dont l'église était sous le vocable de Sainte-Marie-Madeleine et dont les dîmes appartenaient à l'évêque diocésain.
‌

### De la Révolution à nos jours
En 1790, la commune fait partie du canton de Luc-en-Diois.
Le village fut presque abandonné jusqu'en 1946 lorsqu'un Grenoblois nommé Charles Piot décida de s'y installer et de le restaurer. Il y vécut de 1946 jusqu'à son décès.

## Politique et administration

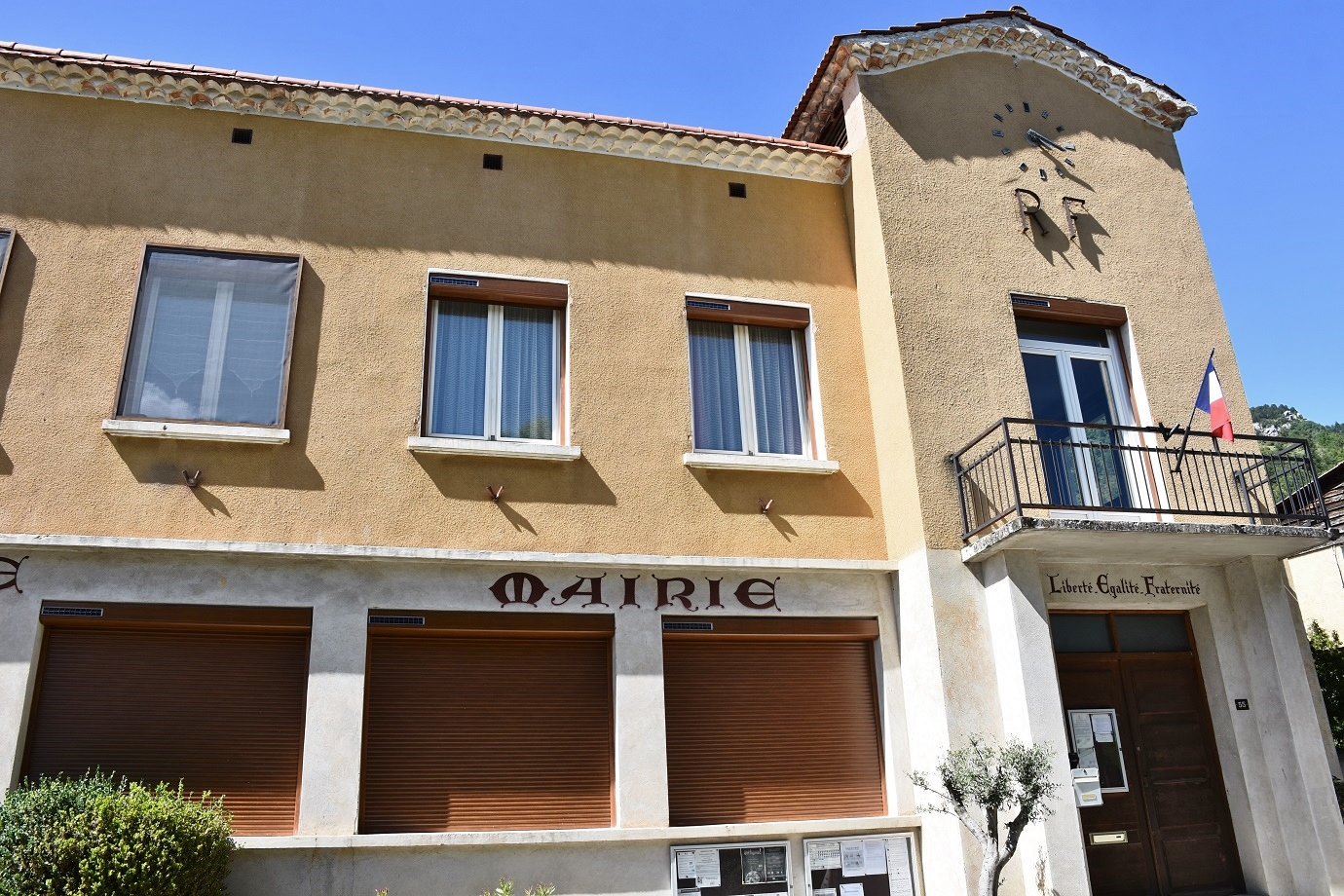
Mairie

### Tendance politique et résultats
Lors du second tour des élections législatives de 2017, aucun électeur du village — y compris la maire — n'a voté.

### Liste des maires
| Période                                  | Période       | Identité          | Étiquette | Qualité |
| ---------------------------------------- | ------------- | ----------------- | --------- | ------- |
| Les données manquantes sont à compléter. |               |                   |           |         |
|                                          |               | Georgette Giroud  |           |         |
| février 2003                             | mars 2008     | Henry Cacheux     |           |         |
| mars 2008                                | mars 2014     | Rémi Bonnefoy     |           |         |
| mars 2014                                | décembre 2015 | Antoine Colangelo | SE        |         |
| décembre 2015                            | En cours      | Marielle Peyroche |           |         |

## Population et société

### Démographie
L'évolution du nombre d'habitants est connue à travers les recensements de la population effectués dans la commune depuis 1793. Pour les communes de moins de 10 000 habitants, une enquête de recensement portant sur toute la population est réalisée tous les cinq ans, les populations de référence des années intermédiaires étant quant à elles estimées par interpolation ou extrapolation. Pour la commune, le premier recensement exhaustif entrant dans le cadre du nouveau dispositif a été réalisé en 2006.

En 2022, la commune comptait 22 habitants, en évolution de −35,29 % par rapport à 2016 (Drôme : +2,64 %, France hors Mayotte : +2,11 %).
| 1793 | 1800 | 1806 | 1821 | 1831 | 1836 | 1841 | 1846 | 1851 |
| ---- | ---- | ---- | ---- | ---- | ---- | ---- | ---- | ---- |
| 107  | 84   | 101  | 100  | 124  | 114  | 97   | 112  | 99   |

| 1856 | 1861 | 1866 | 1872 | 1876 | 1881 | 1886 | 1891 | 1896 |
| ---- | ---- | ---- | ---- | ---- | ---- | ---- | ---- | ---- |
| 109  | 101  | 86   | 81   | 74   | 60   | 69   | 72   | 67   |

| 1901 | 1906 | 1911 | 1921 | 1926 | 1931 | 1936 | 1946 | 1954 |
| ---- | ---- | ---- | ---- | ---- | ---- | ---- | ---- | ---- |
| 47   | 46   | 40   | 37   | 19   | 17   | 18   | 6    | 22   |

| 1962 | 1968 | 1975 | 1982 | 1990 | 1999 | 2006 | 2011 | 2016 |
| ---- | ---- | ---- | ---- | ---- | ---- | ---- | ---- | ---- |
| 46   | 48   | 57   | 24   | 12   | 20   | 18   | 26   | 34   |

| 2021 | 2022 | - | - | - | - | - | - | - |
| ---- | ---- | - | - | - | - | - | - | - |
| 28   | 22   | - | - | - | - | - | - | - |

### Enseignement
La commune est rattachée à l'académie de Grenoble.

### Manifestations culturelles et festivités
- Fête : le dimanche proche de la Sainte-Anne[21].

#### Loisirs
- Pêche[21].

### Services et équipements
- Une Maison de la Jeunesse[21].

### Médias
Le territoire de la commune se situe dans l'aire de diffusion de plusieurs médias :
- Presse écrite
  - Le Crestois, hebdomadaire de la vallée de la Drôme.
  - Le Dauphiné libéré, quotidien régional qui consacre, chaque jour, y compris le dimanche, dans son édition de « Valence-Drôme » un ou plusieurs articles à l'actualité du canton et de la commune, ainsi que des informations sur les éventuelles manifestations locales, les travaux routiers, et autres événements divers à caractère local.
  - L'Agriculture Drômoise, journal d'informations agricoles et rurales, couvre l'ensemble du département de la Drôme.
  - Drôme Hebdo (ancien Peuple Libre), hebdomadaire chrétien d'informations.
- Presse audio-visuelle
  - Radio Saint Ferréol est une radio locale émise depuis Crest.
  - Ici Drôme Ardèche est une radio publique diffusée sur son territoire.

### Cultes
L'église paroissiale et la communauté catholique de la commune relèvent de la Paroisse Sainte Famille du Crestois dont la maison paroissiale est située à Crest. Cette paroisse est rattachée au diocèse de Valence.

## Économie
En 1992 : bois, lavande, ovins.
La commune possède une carrière de plâtre.

### Tourisme
- Syndicat d'initiative (en 1992)[21].

## Culture locale et patrimoine

### Lieux et monuments
- Ruines du château féodal[21].

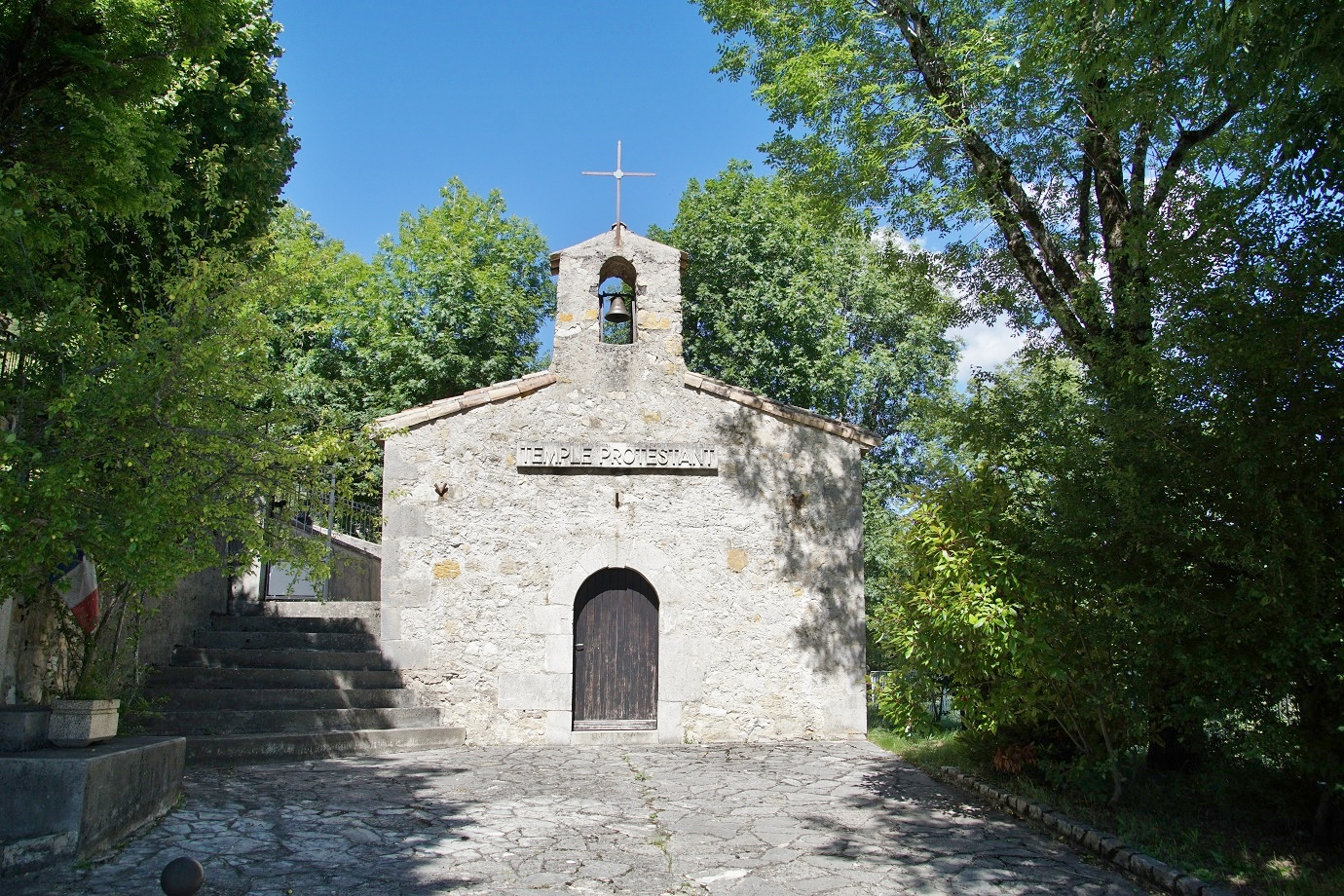
Temple protestant

- Chapelle catholique des Aspirants : toile votive[21].
- Église Sainte-Marie-Madeleine de Pennes-le-Sec.
- Temple protestant[réf. nécessaire].
- Stèle de Charles Piot[réf. nécessaire].

### Patrimoine culturel
- Olivier Nëél est un artiste sculpteur qui habite à l'année à Pennes-le-Sec. Il soude et forge des anciens outils de ferme pour créer des animaux. Ses oeuvres ont été exposées à Die et Allex. Il a fait l'objet d'articles sur le Dauphiné Libéré[23]. Ses oeuvres sont exposées dans le village devant la mairie et l'auberge. Son atelier est situé dans la bergerie en contre-bas du village. Il a installé plusieurs de ses oeuvres dans toute la France. Elles peuvent être consultées sur son site web http://www.olivier-neel.net
- Patrimoine naturel : Gouffres et cavernes[21].

### Personnalités liées à la commune
- Charles Piot (1904-1980), industriel français, a reconstruit Pennes-le-Sec.
- Jérôme Cavalli (1905-1943), aviateur français, a vécu à Pennes-le-Sec dans sa jeunesse.

### Héraldique, logotype et devise
|  | Pennes-le-Sec possède des armoiries dont l'origine et le blasonnement exact ne sont pas disponibles. |